# 대한민국의 가상 이동통신망 사업자
대한민국의 가상 이동 통신망 사업자들은 주요 통신망인 SK텔레콤과 KT, LG유플러스로부터 통신 서비스를 임차하여 제공한다. 대한민국에서는 주로 알뜰폰이라는 명칭으로 불린다.

## 복수 망 임대 사업자
- 머천드코리아 - 마이월드 (우체국 취급)
- 삼성에스원 - 에스원 안심모바일
- 세종텔레콤 - 스노우맨
- 인스코비/프리텔레콤 - freeT (우체국 취급)
- 한국케이블텔레콤(KCT) - 티플러스
- 스마텔 - SMT 알뜰폰
- LG헬로비전 - 헬로모바일
- KCTV제주방송 (우체국 취급)
- 서경방송 (우체국 취급)
- 와이엘랜드 - 여유텔레콤 (우체국 취급)
- 스마텔모바일 - 스마텔
- 아이즈비전 - 아이즈모바일 (우체국 취급)
- 유니컴즈 - 모빙 (우체국 취급)
- 큰사람커넥트 - 이야기 (우체국 취급)
- 앤알커뮤니케이션(NRC) - 앤텔레콤

### 스마텔 - SMT 알뜰폰
스마텔 - SMT 알뜰폰
https://smartel.kr/
SKT, KT, LG U+ 망 사용
1998년 설립된 대한민국의 통신기업으로, 선불/후불 알뜰폰 서비스를 운영중이다.

### 에넥스텔레콤 - A 모바일
에넥스텔레콤 - A 모바일
https://www.annextele.com/
https://www.amobile.co.kr/
KT와 LG U+ 망 사용
온라인 고객센터로 처리할 수 있는 업무가 거의 없어서 유학생이나 해외 교민은 국제전화로 일처리를 해야한다.

### 코드모바일 - 이지모바일
코드모바일 - 이지모바일
http://www.codemobile.co.kr/ 보관됨 2021-11-27 - 웨이백 머신
https://www.egmobile.co.kr/ 보관됨 2017-07-01 - 웨이백 머신
KT와 LG U+ 망 사용
해외에서 웹사이트 접속이 안 되므로 유학생이나 해외 교민은 가입시 주의해야 한다.

## SK텔레콤 망 임대 사업자
- SK텔링크 - SK 7모바일
- 스마텔 - SMT 알뜰폰
- JCN울산방송 - JCN알뜰폰

## KT 망 임대 사업자
- KT M모바일
- 스마텔 - SMT 알뜰폰
- KT파워텔 - P-Talk 2.0
- 스카이라이프
- 드림라인 - 드림모바일
- 씨엔커뮤니케이션 - WMVNO
- 미니게이트 - M2모바일
- 스테이지파이브 - 핀다이렉트샵
- 니즈텔레콤 - 니즈모바일
- 에이프러스 - 아시아모바일
- 아이원 - 아이플러스유

### 위너스텔 - WELL (우체국 취급)
위너스텔 - WELL
https://www.idowell.co.kr/
해외에서 웹사이트 접속이 안 되므로 유학생이나 해외 교민은 가입시 주의해야 한다.

## LG 유플러스 망 임대 사업자
- U+유모바일 (미디어로그)
- 스마텔 - SMT 알뜰폰
- KB국민은행 - Liiv M
- 레그원 - 온국민폰
- 조이텔 - 조이텔
- 엔티온텔레콤 - 엔티온텔레콤
- 남인천방송 - mfun
- 금강방송 - KCN알뜰폰
- 인스모바일 - 인스모바일
- 한국피엠오 - 밸류컴
- 와이드모바일 - 도시락모바일

## 특수 사업자
- 현대자동차그룹

자사 차량의 텔레매틱스 서비스용
- 한국정보통신

신용카드 단말기 및 POS장비용

## 사업을 중단한 사업자
- 이마트 - 이마트 알뜰폰
- 케이디링크 - 에코모바일
- 홈플러스 - 플러스 모바일